# Список парусных шхун Российского императорского флота
В список включены парусные и парусно-винтовые шхуны, находившиеся в составе Российского императорского флота с конца XVIII века и до прекращения его существования в начале XX века.
Шхуны (англ. Shooner), небольшие двух- или трёхмачтовые суда с косым парусным вооружением и наклоненными назад мачтами, вооружение и такелаж этих судов были спроектированы таким образом, чтобы предельно уменьшить число членов экипажа, необходимых для их обслуживания. Американские и английские историки флота, такие как Ховард Чапель и Дэвид Макгрегор, полагают, что новый тип парусного вооружения — шхуна, появился в Северной Америке в начале XVIII века. Первоначально эти суда получили распространение в североамериканских колониях, а в 1760-х годах появились в составе английского флота. В европейских флотах и в колониях шхуны преимущественно использовались для борьбы с контрабандой, патрулирования и посыльной службы, в связи с чем вооружались небольшим количеством мелкокалиберных орудий.
Первые шхуны русского флота были заложены в 1771 году по проекту английского адмирала на русской службе Чарльза Ноульса для комплектования Дунайской флотилии. Полученный во время службы в Вест-Индской кампании Чарльзом Ноульсом опыт использования шхун в английском флоте позволил использовать новейший на тот момент тип парусного вооружения в России почти одновременно с английским флотом. Однако в отличие от английских шхун, использовавшихся в качестве патрульных и посыльных судов с немногочисленной и малокалиберной артиллерией, первые русские шхуны строились как ударные суда подобные гребным фрегатам. В апреле 1772 года Чарльзом Ноульсом было определено место для оборудования стапелей в Измаиле и в конце мая — начале июня того же года первые 4 шхуны по чертежам английского адмирала были заложены. Строились суда из заранее заготовленного в Молдавии леса и после спуска на воду в 1772 и 1773 годах получили наименования «Победослав Дунайский», «Вечеслав», «Измаил» и «Браилов». Первоначальное вооружение для установки на вновь построенные суда было снято с галиотов и галер, однако позже по итогам испытаний шхуны были признаны «судами удобными для морскаго плавания» и перевооружены 12-фунтовыми орудиями. Все 4 первые русские шхуны принимали участие в русско-турецкой войне 1768—1774 годов, а уже после войны, находясь в составе Дунайской флотилии, прошли испытание сильнейшим штормом, в результате которого одна из шхун разбилась, а остальным успешно удалось преодолеть стихию, после которой все они продолжили службу в русском флоте в составе Азовской флотилии.
В дальнейшем шхуны продолжили использоваться в российском флоте для крейсерских и учебных плаваний, в качестве брандвахтенных, таможенных и пассажирских судов, для доставки срочных грузов и почты, а также принимали участие в гидрографических работах и научных экспедициях. В качестве артиллерийского вооружения на поздних шхунах, как и на аналогичных судах европейских флотов, устанавливались орудия малого калибра общим числом до 16 штук, а чертежи дунайских шхун легли в основу при проектировании гребных фрегатов. Шхуны использовались в составе флотов и флотилий Российской империи в том или ином количестве до начала XX века, когда Российский императорский флот прекратил свое существование, принимали участие в действиях флота в вооружённых конфликтах и по поддержанию порядка в Балтийском, Белом, Чёрном, Азовском, Каспийском, Аральском и Средиземном морях, а также на Тихом океане. В середине XIX века началась замена в составе флота парусных шхун на парусно-винтовые с паровыми энергетическими установками, а деревянные корпуса постепенно вытеснялись корпусами с металлическим набором и деревянной обшивкой, а затем и цельнометаллическими корпусами. Впоследствии некоторые из этих шхун продолжили службу в составе флота Вооружённых сил Юга России, флотов Эстонии и СССР.

## Легенда
Список судов разбит на разделы по флотам и флотилиям, внутри разделов суда представлены в порядке очерёдности включения их в состав флота, в рамках одного года — по алфавиту. Ссылки на источники информации для каждой строки таблиц списка и комментариев, приведённых к соответствующим строкам, сгруппированы и располагаются в столбце Примечания.
Таблица:
- Наименование — имя судна.
- Количество орудий — количество артиллерийских орудий, установленных на судне. В случае, если судно в разное время было вооружено различным количеством орудий, значения указываться через знак «/», в случае отсутствия артиллерийского вооружения указан знак «—».
- Размер — длина и ширина судна в метрах.
- Водоизмещение — водоизмещение шхуны в тоннах.
- Осадка — осадка судна (глубина погружения в воду) в метрах.
- Мощность паровой машины — мощность паровой машины, через знак «/» указываются номинальные/индикаторные лошадиные силы, если в ячейке находится одно значение, уточнения указываются в комментариях, если в различных источниках приведены различные значения мощности паровых машин, самое маленькое и самое большое из значений указываются через знак «—».
- Экипаж — количество членов экипажа.
- Верфь — верфь постройки судна.
- Корабельный мастер — фамилия мастера, построившего или руководившего постройкой судна.
- Год включения в состав флота — для судов, построенных в России, указывается год их спуска на воду, для приобретённых судов — год покупки, для трофейных — год взятия в плен.
- Год вывода из состава флота — дата завершения службы в составе флота.
- История службы — основные места, даты и события.
- н/д — нет данных.

Сортировка может проводиться по любому из выбранных столбцов таблиц, кроме столбцов История службы и Примечания.

## Балтийский флот
В разделе приведены все шхуны, входившие в состав Балтийского флота России.

### Парусные шхуны Балтийского флота
В составе Балтийского флота за все время его существования в разное время несли службу 19 парусных шхун. Большая часть балтийских шхун строились на российских верфях, по двум шхунам сведений о местах их постройки не сохранилось.
| Наименование | Ор.   | Размер                                                             | Осадка                                                             | Эк.                                                                                              | Верфь                                                                                            | Мастер                                                                                           | Вх.  | Вых. | История службы | Прим.                                                                 |
| ------------ | ----- | ------------------------------------------------------------------ | ------------------------------------------------------------------ | ------------------------------------------------------------------------------------------------ | ------------------------------------------------------------------------------------------------ | ------------------------------------------------------------------------------------------------ | ---- | ---- | --- | --------------------------------------------------------------------- |
| Легма        | 6     | 18,8 x 4,6                                                         | 1,5                                                                | Сведений о численности экипажей шхун, местах их постройки и корабельных мастерах не сохранилось. | Сведений о численности экипажей шхун, местах их постройки и корабельных мастерах не сохранилось. | Сведений о численности экипажей шхун, местах их постройки и корабельных мастерах не сохранилось. | 1790 | 1801 | Ежегодно с 1791 по 1800 год принимала участие в плаваниях в финляндских шхерах в составе гребной флотилии. В 1896 году ходила между Кронштадтом и Роченсальмом. По окончании службы была разобрана в Роченсальме. | [ 9 ] [ 10 ] [ 11 ] [ 12 ]                                            |
| Без названия | 4     | 15,9 x 3,2                                                         | 1,1                                                                | Сведений о численности экипажей шхун, местах их постройки и корабельных мастерах не сохранилось. | Сведений о численности экипажей шхун, местах их постройки и корабельных мастерах не сохранилось. | Сведений о численности экипажей шхун, местах их постройки и корабельных мастерах не сохранилось. | 1791 | 1801 | Ежегодно с 1792 по 1800 год принимала участие в плаваниях в финляндских шхерах в составе гребной флотилии. По окончании службы была разобрана в Роченсальме. | [ 9 ] [ 10 ] [ 12 ]                                                   |
| Радуга       | 14/16 | Сведений о размерах шхун и численности их экипажей не сохранилось. | Сведений о размерах шхун и численности их экипажей не сохранилось. | Сведений о размерах шхун и численности их экипажей не сохранилось.                               | Охтенская верфь                                                                                  | В. Ф. Стоке                                                                                      | 1818 | 1828 | С 1820 по 1827 год использовалась для выполнения гидрографических работ в Финском заливе и Балтийском море, а также плаваний между портами Финского залива. По окончании службы была разобрана в Кронштадте. | [ 2 ] [ 13 ] [ 14 ] [ 15 ] [ 16 ] [ 17 ] [ 18 ]                       |
| Опыт         | 8/16  | Сведений о размерах шхун и численности их экипажей не сохранилось. | Сведений о размерах шхун и численности их экипажей не сохранилось. | Сведений о размерах шхун и численности их экипажей не сохранилось.                               | Охтенская верфь                                                                                  | В. Ф. Стоке                                                                                      | 1819 | 1830 | C 1820 по 1829 год совершала плавания между Санкт-Петербургом и Кронштадтом, а также принимала участие в практических плаваниях в Финском заливе с гардемаринами Морского корпуса на борту. По окончании службы была разобрана в Кронштадте. | [ 2 ] [ 13 ] [ 14 ] [ 19 ] [ 20 ] [ 21 ] [ 22 ]                       |
| Радуга       | 14    | 25,6 x 6,9                                                         | 3,3                                                                | н/д                                                                                              | Кронштадтская верфь                                                                              | А. В. Зенков                                                                                     | 1828 | 1842 | В 1829 и 1830 годах, а также с 1832 по 1835 год принимала участие в практических плаваниях в Финском заливе, в 1831 году участвовала в крейсерских плаваниях у берегов Польши, а в 1834 году также сопровождала пароход «Ижора», на котором в Ревель прибыли прусские принц и принцесса. С 1836 по 1841 год несла брандвахтенную службу на Северном фарватере Кронштадта. По окончании службы была разобрана в Кронштадте. | [ 2 ] [ 14 ] [ 23 ] [ 24 ] [ 25 ] [ 26 ] [ 27 ] [ 28 ] [ 29 ]         |
| Вихрь        | 14    | 24,4 x 6,7                                                         | 2,7                                                                | 50                                                                                               | Лодейнопольская верфь                                                                            | Н. И. Фёдоров                                                                                    | 1829 | 1843 | В год постройки перешла с верфи в Санкт-Петербург, а в 1830 году в Кронштадт. Ежегодно с 1830 по 1832 год, а также в 1835 году принимала участие в практических и крейсерских плаваниях в Финском заливе. В 1833 и 1834 годах выполняла гидрографические работы в Финском заливе в составе отряда М. Ф. Рейнеке. С 1837 по 1840 год стояла в Кронштадте, где по окончании службы и была разобрана. | [ 14 ] [ 23 ] [ 30 ] [ 31 ] [ 32 ] [ 33 ] [ 34 ] [ 35 ] [ 36 ]        |
| Гонец        | 14    | 24,4 x 6,7                                                         | 2,7                                                                | 50                                                                                               | Лодейнопольская верфь                                                                            | Н. И. Фёдоров                                                                                    | 1829 | 1842 | В год постройки перешла с верфи в Санкт-Петербург. В 1830 году находилась в крейсерском плавании в Финском заливе, а в 1831 году — у берегов Курляндии. В 1832, 1833 и 1835 годах принимала участие в практических плаваниях в Финском заливе. В 1833 и 1834 годах также несла брандвахтенную службу в Ревеле, а с 1836 по 1841 год — в Риге. По окончании службы была разобрана. | [ 14 ] [ 23 ] [ 37 ] [ 38 ] [ 39 ] [ 40 ] [ 41 ]                      |
| Молния       | 14    | 24,4 x 6,7                                                         | 2,7                                                                | 50                                                                                               | Лодейнопольская верфь                                                                            | Н. И. Фёдоров                                                                                    | 1829 | 1844 | В год постройки перешла с верфи в Санкт-Петербург. Ежегодно с 1830 по 1834 год принимала участие в практических плаваниях в Финском заливе. В кампании с 1833 по 1835 годов также несла брандвахтенную службу в Ревеле. В 1836 году выполняла гидрографические работы в финляндских шхерах. По окончании службы была разобрана в Кронштадте. | [ 14 ] [ 30 ] [ 42 ] [ 43 ] [ 44 ] [ 45 ] [ 46 ] [ 47 ]               |
| Снег         | 14    | 24,4 x 6,7                                                         | 2,7                                                                | н/д                                                                                              | Свеаборгская верфь                                                                               | Ф. А. Берсенев                                                                                   | 1829 | н/д  | В 1829 году совершила переход в Кронштадт. C 1830 по 1832 год ежегодно выходила в практические плавания, а с 1833 по 1843 и с 1846 по 1849 годы принимала участие в гидрографических работах в Финском заливе. В 1844 году подверглась капитальному ремонту в Кронштадте. В 1845 году несла брандвахтенную службу в Свеаборге, а в 1852 году в Риге. | [ 2 ] [ 14 ] [ 23 ] [ 48 ] [ 49 ] [ 50 ] [ 51 ] [ 52 ]                |
| Стрела       | 14    | 24,4 x 6,7                                                         | 2,7                                                                | 50—54                                                                                            | Лодейнопольская верфь                                                                            | Н. И. Фёдоров                                                                                    | 1829 | 1831 | В год постройки перешла с верфи в Санкт-Петербург. В 1830 и 1831 годах принимала участие в практических плаваниях в Ботническом и Финском заливах. 20 августа (1 сентября) 1831 года в шторм пропала без вести у мыса Дагерорт со всей командой. Поисковые работы на бригах «Феникс» и «Усердие» не увенчались успехом. | [ 2 ] [ 14 ] [ 42 ] [ 53 ] [ 54 ] [ 55 ] [ 56 ] [ 57 ]                |
| Град         | 16    | 30,5 x 7,6                                                         | 3                                                                  | н/д                                                                                              | Охтенская верфь                                                                                  | В. Ф. Стоке                                                                                      | 1831 | 1861 | Во время войны за польское наследство принимала участие в действиях армии и флота под Данцигом, использовалась для перевозки войск и артиллерии. Во время службы также принимала участие в практических плаваниях в акватории Балтийского моря, а также использовалась для несения брандвахтенной службы в Риге. В 1840 году подверглась тимберовке в Кронштадте, а 23 июля (4 августа) 1856 года принимала участие в Высочайшем смотре на Кронштадтском рейде. По окончании службы в 1861 году была продана на слом, а в следующем году исключена из состава флота.                                                                                 | [ 14 ] [ 30 ] [ 58 ] [ 59 ] [ 60 ] [ 61 ] [ 62 ] [ 63 ] [ 64 ]        |
| Без названия | 1/2   | 12,5 x 3,1                                                         | 1,1                                                                | н/д                                                                                              | Верфь «Новая Голландия»                                                                          | Ф. А. Берсенев                                                                                   | 1834 | н/д  | В течение всего времени службы находилась при гребном флоте. | [ 10 ] [ 65 ]                                                         |
| Дождь        | 16    | 30 x 7,8                                                           | 3,5                                                                | н/д                                                                                              | Охтенская верфь                                                                                  | К. И. Швабе                                                                                      | 1834 | 1863 | В 1834 и 1835 годах использовалась в качестве гидрографического судна. С 1836 по 1844 год, а также в 1849, 1851 и 1853 годах принимала участие в практических плаваниях. В 1848 году подверглась тимберовке. С 1848 по 1850 год участвовала в экспедиции флота к берегам Дании. А в 1852 году ходила в Северное море. Принимала участие в Крымской войне, в 1854 и 1855 годах несла брандвахтенную службу в Свеаборге, в том числе 28 июля (9 августа) 1855 года принимала участие в отражении штурма Свеаборга. 23 июля (4 августа) 1856 года участвовала в Высочайшем смотре флота в Кронштадте. С 1857 по 1862 год находилась в порту Кронштадта. | [ 14 ] [ 30 ] [ 66 ] [ 67 ] [ 68 ] [ 69 ] [ 70 ] [ 71 ] [ 72 ] [ 73 ] |
| Метеор       | 16    | 30,5 x 7,6                                                         | 3                                                                  | н/д                                                                                              | Соломбальская верфь                                                                              | Мельников                                                                                        | 1836 | 1863 | С 1838 по 1840 год, с 1851 по 1853 год, а также в 1858 году принимала участие в практических плаваниях. А 1841 году несла брандвахтенную службу в Свеаборге. С 1842 по 1846 год использовалась в качестве гидрографического судна. В 1850 году подверглась тимберовке в Санкт-Петербурге. Во время Крымской войны в 1854 и 1855 годах находилась в Кронштадте, там же 23 июля (4 августа) 1856 года участвовала в Высочайшем смотре флота. По окончании службы в 1861 году была продана на слом, а 5 (17) января 1863 года исключена из списков судов флота.                                                                                         | [ 30 ] [ 66 ] [ 74 ] [ 75 ] [ 76 ] [ 77 ] [ 78 ] [ 79 ]               |
| Радуга       | 16    | 30,5 x 7,8                                                         | 1,5                                                                | н/д                                                                                              | Соломбальская верфь                                                                              | Ф. Т. Загуляев                                                                                   | 1845 | 1863 | В 1845 году совершала плавания в Белом море. В 1846 году совершила переход из Архангельска в Кронштадт. С 1847 по 1853 год выходила в практические плавания в Финский и Ботнический заливы. С 1854 года находилась в Кронштадте, в 1861 году была отчислена к порту, а 5 (17) января 1863 года была исключена из списков судов флота. | [ 30 ] [ 80 ] [ 74 ] [ 81 ] [ 82 ] [ 83 ] [ 84 ]                      |
| Опыт         | н/д   | 21,7 x 5,9                                                         | 2,4                                                                | н/д                                                                                              | Кронштадтская верфь                                                                              | Петров                                                                                           | 1847 | 1863 | Строилась из набора разобранного фрегата «Александра» как яхт-шхуна для командира Кронштадтского порта. В 1848 году принимала участие в гонках яхт и практическом плавании. В 1848—1850 годах принимала участие в экспедиции Балтийского флота к берегам Дании. С 1851 по 1853 и с 1856 по 1858 годы выходила в плавания в Финский залив, в 1860 году — в плавания между Санкт-Петербургом и Кронштадтом, а 5 (17) января 1863 года исключена из списков судов флота. | [ 30 ] [ 74 ] [ 85 ] [ 86 ] [ 87 ] [ 88 ] [ 89 ] [ 90 ] [ 91 ] [ 92 ] |
| Александра   | н/д   | 21,4 x 5,9                                                         | 0,7                                                                | н/д                                                                                              | Соломбальская верфь                                                                              | Рихтер                                                                                           | 1848 | 1860 | Строилась по новой системе С. О. Бурачека, принадлежала Санкт-Петербургскому императорскому яхт-клубу. С 1849 по 1853 и с 1856 по 1859 годы принимала участие в плаваниях в Финском заливе. По окончании службы была продана в Ревеле. | [ 30 ] [ 74 ] [ 93 ] [ 94 ] [ 95 ]                                    |
| Стрела       | 16    | 30,5 x 7,8                                                         | 3,9                                                                | н/д                                                                                              | Главное адмиралтейство                                                                           | Дементьев                                                                                        | 1848 | 1862 | В 1848, 1849, 1851, 1852 и 1853 годах принимала участие в практических плаваниях в Финском заливе и Балтийском море. В 1848—1850 годах принимала участие в экспедиции Балтийского флота к берегам Дании. В 1854 и 1855 годах находилась в Кронштадте. В 1856 и 1857 годах несла брандвахтенную службу в Ревеле. В кампанию 1858 года совершала плавания между Санкт-Петербургом и Кронштадтом. В 1860 году была отчислена к порту, в 1861 году — продана на слом, а в 1862 году исключена из списков судов флота. | [ 74 ] [ 96 ] [ 97 ] [ 98 ] [ 99 ] [ 100 ] [ 101 ] [ 102 ]            |
| Вихрь        | 10    | 32 x 8,9                                                           | 3,4                                                                | н/д                                                                                              | Кронштадтская верфь                                                                              | Ю. К. Тирнштейн                                                                                  | 1852 | 1863 | В 1853 году участвовала в практических и крейсерских плаваниях в Финском заливе. Принимала участие в Крымской войне в составе шхерной флотилии в Роченсальме. В 1856 году вновь выходила в практическое плавание в Финский залив и Балтийское море, а также участвовала в Высочайшем смотре судов Балтийского флота в Кронштадте. В 1857 году несла брандвахтенную службу на кронштадтском рейде. С 1858 по 1860 год использовалась для выполнения гидрографических работ в Рижском и Финском заливах. В 1860 году была отчислена к порту, а в 1863 году исключена из списков судов флота.                                                           | [ 74 ] [ 103 ] [ 104 ] [ 105 ] [ 106 ] [ 107 ] [ 108 ] [ 109 ]        |

### Парусно-винтовые шхуны Балтийского флота
В составе Балтийского флота за все время несли службу 4 парусно-винтовые шхуны, построенные на английских верфях по одному проекту, тип «Бакан», и три шхуны другой конструкции, входившие в таможенную флотилию. Две из четырёх шхун типа «Бакан», «Компас» и «Секстан», впоследствии несли службу в составе военно-морских сил Эстонии и Балтийского флота СССР.
| Наименование | Ор. | Вод.    | Размер     | Осадка | Маш.          | Эк. | Верфь                                                                                        | Вх.  | Вых. | История службы | Прим.                                                                                  |
| ------------ | --- | ------- | ---------- | ------ | ------------- | --- | -------------------------------------------------------------------------------------------- | ---- | ---- | --- | -------------------------------------------------------------------------------------- |
| Бакан        | 6   | 251     | 39,6 x 6,1 | 2,6    | 30—40/ 90—120 | н/д | Построены в Англии, сведений о точном месте постройки и корабельных мастерах не сохранилось. | 1857 | 1910 | Принимала участие в полярных экспедициях по исследованию морей Северного Ледовитого океана. С 1 (13) февраля 1892 была переквалифицирована в транспорт. 3 (15) октября 1899 года была переведена в состав Беломорской флотилии, где в 1902 году была переименована в «Лейтенант Скуратов». 1 (14) декабря 1910 года была исключена из списков судов флота. | [ 74 ] [ 104 ] [ 110 ] [ 111 ] [ 112 ] [ 113 ] [ 114 ] [ 115 ] [ 116 ] [ 117 ]         |
| Веха         | н/д | 180/251 | 39,6 x 6,1 | 2,6    | 30—40/ 90—120 | 61  | Построены в Англии, сведений о точном месте постройки и корабельных мастерах не сохранилось. | 1857 | 1869 | С 1857 до 1868 год совершала плавания в акватории Балтийского моря, Финского и Рижского заливов, периодически использовалась в качестве гидрографического судна. В 1868 году шхуна села на мель в проливе Моонзунд и была оставлена своим экипажем, а в начале следующего 1869 года сорвана льдом с мели, унесена в море и полностью разбита. | [ 74 ] [ 104 ] [ 118 ] [ 119 ] [ 120 ] [ 121 ] [ 122 ] [ 123 ] [ 124 ] [ 125 ]         |
| Компас       | 1   | 251     | 39,6 x 6,1 | 2,6    | 30—40/ 90—120 | 23  | Построены в Англии, сведений о точном месте постройки и корабельных мастерах не сохранилось. | 1859 | 1918 | В кампании 1860, 1862, 1900 и 1901 годов находилась в плаваниях в Балтийском море и его заливах. 1 (13) февраля 1892 года была переквалифицирована в транспорт. В феврале 1918 года оставлена в Ревеле, где захвачена немецкими войсками, продавшими её Эстонии. | [ 74 ] [ 104 ] [ 126 ] [ 127 ] [ 128 ] [ 129 ] [ 130 ] [ 131 ] [ 132 ] [ 133 ] [ 134 ] |
| Секстан      | 1   | 251     | 39,6 x 6,1 | 2,6    | 30—40/ 90—120 | 23  | Построены в Англии, сведений о точном месте постройки и корабельных мастерах не сохранилось. | 1859 | 1918 | С 1860 по 1875 год, а также в 1880, 1881, 1887 и 1888 годах совершала плавания по Балтийскому морю и его заливам. В кампанию 1870 года находилась в составе отряда вице-адмирала К. Н. Посьета, который совершил плавания в США, Японию, Китай, к острову Мадагаскар и Новой Земле. 1 (13) февраля 1892 года была переквалифицирована в транспорт. В 1894 году транспорт совершал плавания в Балтийском море и его заливах. В 1910 году подверглась капитальному ремонту. В феврале 1918 года оставлена в Ревеле, где захвачена немецкими войсками, продавшими её Эстонии. | [ 74 ] [ 104 ] [ 134 ] [ 135 ] [ 136 ] [ 137 ] [ 138 ] [ 139 ] [ 140 ] [ 141 ] [ 142 ] |
| Зоркая       | 1   | н/д     | 24,4 x 4,6 | 2,4    | н/д           | 18  | Верфь Крейтона в Або                                                                         | 1873 | н/д  | Несла службу в составе Балтийской крейсерской таможенной флотилии. С 1875 по 1891 год совершала плавания в Балтийском море, Финском и Рижском заливах, использовалась в качестве таможенного, крейсерского и гидрографического судна. | [ 143 ] [ 144 ] [ 145 ] [ 146 ] [ 147 ] [ 148 ]                                        |
| Страж        | 2   | 207/230 | 34,3 x 6,6 | 2,5    | 300           | 36  | Построены в Бьёрнеборге                                                                      | 1874 | 1916 | Несла службу в составе Балтийской крейсерской таможенной флотилии. С 1874 по 1916 год совершала плавания в Балтийском море, Финском и Рижском заливах, использовалась в качестве таможенного судна для борьбы с контрабандистами, погибла в результате кораблекрушения во время Первой мировой войны. | [ 143 ] [ 146 ] [ 149 ] [ 150 ] [ 151 ]                                                |
| Часовой      | 2   | 207/230 | 34,3 x 6,6 | 2,5    | 300           | 36  | Построены в Бьёрнеборге                                                                      | 1874 | 1918 | Несла службу в составе Балтийской крейсерской таможенной флотилии. С 1876 по 1878 и 1881 по 1883 годы выходила в плавания в Балтийское море, Финский и Рижский заливы. В кампании 1892 и 1893 годов совершала крейсерские плавания в Балтийском море и его заливах. В дальнейшем по внутренним водным путям переведена в состав Каспийской флотилии в качестве вооружённого парохода, который в 1918 году был захвачен английскими войсками. | [ 143 ] [ 148 ] [ 152 ] [ 153 ] [ 154 ] [ 155 ]                                        |

- Шхуна «Секстан»
- Шхуна «Секстан»
- Шхуна «Компас»
- Шхуна «Зоркая»

## Черноморский флот
В разделе приведены все шхуны, входившие в состав Дунайской и Азовской флотилий, а затем Черноморского флота России.

### Парусные шхуны Черноморского флота
В составе Дунайской и Азовской флотилий, а затем Черноморского флота за все время их существования в разное время несли службу 25 парусных шхун. Большая часть черноморских шхун строились на российских верфях, также две шхуны были приобретены для нужд флота у частных владельцев и сведения о местах их постройки не сохранилось.
| Наименование         | Ор.   | Размер | Осадка | Эк. | Верфь | Мастер | Вх.  | Вых. | История службы | Прим.                                                                   |
| -------------------- | ----- | --- | --- | --- | --- | --- | ---- | ---- | --- | ----------------------------------------------------------------------- |
| Победослав Дунайский | 12/18 | 27,5 x 7,5 | 3,4 | 168 | верфь в устье Дуная | М. И. Рябинин | 1772 | н/д  | Принимала участие в русско-турецких войнах 1768—1774 и 1787—1791 годов, в том числе в сражении у острова Фидониси в 1788 году. В межвоенный период совершала плавания между портами Азовского и Чёрного морей и крейсерские плавания у берегов Крыма. В 1780 году подверглась тимберовке в Таганроге. С 1784 по 1787 год несла брандвахтенную службу в Козлове. | [ 1 ] [ 158 ] [ 159 ] [ 160 ] [ 161 ] [ 162 ] [ 163 ] [ 164 ]           |
| Браилов              | 12/18 | 27,5 x 7,5 | 3,4 | 181 | верфь в устье Дуная | М. И. Рябинин | 1773 | 1775 | Принимала участие в русско-турецкой войне 1768—1774 годов, в 1773 году выходила в крейсерское плавание в Чёрном море. 19 (30) января 1775 года на Очаковском рейде ночью шхуну сорвало льдами с якоря и унесло в море. 30 января (10 февраля) судно прибило к устью Днестра в районе Аккермана и разбило о мель. Во время кораблекрушения всем членам экипажа удалось спастись. | [ 159 ] [ 165 ] [ 166 ] [ 167 ] [ 168 ] [ 169 ] [ 170 ] [ 171 ]         |
| Вечеслав             | 12/18 | 27,5 x 7,5 | 3,4 | 167 | верфь в устье Дуная | М. И. Рябинин | 1773 | н/д  | Принимала участие в русско-турецкой войне 1768—1774 годов, в 1773 году выходила в крейсерское плавание в Чёрном море. В 1776 и 1777 годах выходила в плавания в Чёрное море, в том числе в 1777 году доставила в Еникале крымского хана Шагин-Гирея. В 1778 и 1779 годах находилась в крейсерских плаваниях в Керченском проливе. В 1780 году подверглась тимберовке в Таганроге. С 1782 и 1786 года выходила в плавания в Чёрное море и крейсировала у берегов Крыма. В 1787 году несла брандвахтенную службу в Севастополе. | [ 1 ] [ 158 ] [ 159 ] [ 167 ] [ 172 ] [ 173 ] [ 174 ]                   |
| Измаил               | 12/18 | 27,5 x 7,5 | 3,4 | 174 | верфь в устье Дуная | М. И. Рябинин | 1773 | 1787 | Принимала участие в русско-турецкой войне 1768—1774 годов, в 1773 году выходила в крейсерское плавание в Чёрном море. Весной 1775 года несла брандвахту в Днепровском лимане, препятствовала выходу в море запорожских казаков. В 1776 году ходила с почтой в Константинополь. С 1777 по 1780 год и в 1782 году выходила в плавания в Чёрное море, в том числе крейсировала у берегов Крыма. В 1781 году подверглась тимберовке в Таганроге. С 1783 по 1785 год несла брандвахтенную службу в Феодосии. В июле 1787 года доставила действительного статского советника Я. И. Булгакова в Константинополь, где из-за полученных во время перехода повреждений осталась на ремонт. После объявления войны была задержана турками, команда и командир посажены в тюрьму, в которой 5 (16) июля 1789 года командир шхуны П. И. Борисов умер. | [ 159 ] [ 158 ] [ 165 ] [ 160 ] [ 175 ] [ 176 ] [ 177 ]                 |
| Курьер               | 16    | Сведений о размерах шхун и численности их экипажей не сохранилось.                                                                                             | Сведений о размерах шхун и численности их экипажей не сохранилось.                                                                                             | Сведений о размерах шхун и численности их экипажей не сохранилось.                                                                                             | Гнилотонская верфь | Сведений о корабельных мастерах, построивших суда, не сохранилось.                                                                                             | 1783 | н/д  | С 1784 по 1786 год стояла в Севастополе. В 1787 году несла брандвахтенную службу в Козлове. | [ 9 ] [ 178 ]                                                           |
| Сокол                | 16    | Сведений о размерах шхун и численности их экипажей не сохранилось.                                                                                             | Сведений о размерах шхун и численности их экипажей не сохранилось.                                                                                             | Сведений о размерах шхун и численности их экипажей не сохранилось.                                                                                             | Гнилотонская верфь | Сведений о корабельных мастерах, построивших суда, не сохранилось.                                                                                             | 1783 | н/д  | В 1783 году выходила в крейсерское плавание в Чёрное море. В 1786 году несла брандвахту в Керчи. Принимала участие в русско-турецкой войне 1787—1791 годов, в 1790 году в составе отряда находилась в Севастополе для защиты порта и рейда во время выхода эскадры в море. | [ 9 ] [ 178 ]                                                           |
| Без названия         | 8     | 21 x 6,3 | 2,3 | н/д | верфь на Дунае | Сведений о корабельных мастерах, построивших суда, не сохранилось.                                                                                             | 1788 | н/д  | Сведений о плаваниях шхуны не сохранилось. | [ 159 ] [ 178 ]                                                         |
| № 1                  | 8     | 23,8 x 7,3 | 3 | н/д | Севастопольское адмиралтейство | Сведений о корабельных мастерах, построивших суда, не сохранилось.                                                                                             | 1795 | 1810 | В 1797 году выходила в крейсерское плавание в Чёрное море. Во время войны с Францией 1798—1800 годов принимала участие в действиях флота в Средиземном море, в том числе в блокаде Корфу и Неаполя. По окончании службы была разобрана. | [ 159 ] [ 178 ] [ 179 ] [ 180 ]                                         |
| № 2                  | 8     | 23,8 x 7,3 | 3 | н/д | Севастопольское адмиралтейство | Сведений о корабельных мастерах, построивших суда, не сохранилось.                                                                                             | 1795 | 1810 | В 1800 году стояла на почтовом сообщении между Севастополем и Константинополем. В 1801 и 1802 годах несла брандвахтенную службу в Одессе. По окончании службы была разобрана. | [ 159 ] [ 178 ] [ 181 ]                                                 |
| Севастополь          | 14    | 24 x 8 | 3,4 | н/д | Севастопольское адмиралтейство | И. И. Тарусов | 1818 | 1855 | С 1819 по 1824 год выходила в практические плавания в Чёрное море, а также с 1822 года использовалась для почтового сообщения с Константинополем. В 1825 и 1826 годах несла брандвахтенную службу в Сухум-Кале. В 1827 году выходила в крейсерские плавания к берегам Кавказа. Принимала участие в русско-турецкой войне 1828—1829 годов, в том числе в действиях флота у Анапы, Коварны и Варны. В 1829 и 1830 годах вновь выходила в крейсерский плавания к кавказским берегам, а в 1833 году несла карантинную службу на Севастопольском рейде. По одним данным по окончании службы шхуна была разобрана, по другим затоплена на Севастопольском рейде во время Крымской войны. | [ 13 ] [ 159 ] [ 178 ] [ 182 ] [ 183 ] [ 184 ]                          |
| Гонец                | 12/14 | Сведений о размерах шхуны, численности её экипажа, месте постройки и корабельных мастерах не сохранилось. Приобретена для нужд флота у частного судовладельца. | Сведений о размерах шхуны, численности её экипажа, месте постройки и корабельных мастерах не сохранилось. Приобретена для нужд флота у частного судовладельца. | Сведений о размерах шхуны, численности её экипажа, месте постройки и корабельных мастерах не сохранилось. Приобретена для нужд флота у частного судовладельца. | Сведений о размерах шхуны, численности её экипажа, месте постройки и корабельных мастерах не сохранилось. Приобретена для нужд флота у частного судовладельца. | Сведений о размерах шхуны, численности её экипажа, месте постройки и корабельных мастерах не сохранилось. Приобретена для нужд флота у частного судовладельца. | 1820 | 1831 | С 1821 по 1824 год выходила в практические плавания в Чёрное море, а также с 1822 года использовалась для почтового сообщения с Константинополем. В 1825 году использовалась в качестве конвойного, а в 1826 и 1827 годах в качестве крейсерского судна. Принимала участие в русско-турецкой войне 1828—1829 годов, в том числе в действиях флота у Анапы, Коварны и Варны. В 1829 году выходила в крейсерский плавания к кавказским берегам, а в 1830 и 1831 годах выходила в плавания в Чёрное море. По окончании службы шхуна была разобрана. | [ 159 ] [ 178 ] [ 185 ] [ 182 ] [ 186 ] [ 187 ] [ 188 ]                 |
| Вестник              | 12    | 22,9 x 6,4 | н/д | н/д | Николаевское адмиралтейство | Г. Иванов | 1831 | 1837 | Ежегодно с 1831 по 1836 год принимала участие в действиях флота у берегов Кавказа, в том числе в операциях по уничтожению турецких судов у мест Писада, Вардан и Вулан. По окончании службы была разобрана в Севастополе. | [ 159 ] [ 178 ] [ 189 ] [ 190 ] [ 191 ] [ 192 ] [ 193 ] [ 194 ]         |
| Курьер               | 12    | 22,9 x 6,4 | н/д | н/д | Николаевское адмиралтейство | Г. Иванов | 1831 | 1852 | Ежегодно с 1831 по 1834 и с 1836 по 1838 годы принимала участие в действиях флота у берегов Кавказа, в том числе в высадках десантов в заливе Вулан и устье реки Шапсухо. В 1835 году подверглась тимберовке По окончании службы была разобрана. | [ 159 ] [ 178 ] [ 189 ] [ 195 ] [ 196 ] [ 197 ] [ 198 ]                 |
| Вестовой             | 12/14 | 27,1 x 7,6 | 4,3 | н/д | Николаевское адмиралтейство | Г. Иванов | 1835 | 1850 | В 1836, 1837, 1840, 1841 и 1842 годах принимала участие в действиях флота у побережья Кавказа, в том числе в высадках десантов. В 1838 и 1839 годах находилась в распоряжении русской миссии в Греции. В кампании 1843 и 1844 годов несла брандвахтенную службу в Евпатории, 1845—1848 годов и 1850 года — в Феодосии, в а 1849 году в Севастополе. По окончании службы шхуна была разобрана. | [ 66 ] [ 199 ] [ 200 ] [ 201 ] [ 202 ] [ 203 ] [ 204 ]                  |
| Стрела               | 10    | Сведений о размере шхуны, численности экипажа, месте постройки и корабельном мастере не сохранилось.                                                           | Сведений о размере шхуны, численности экипажа, месте постройки и корабельном мастере не сохранилось.                                                           | Сведений о размере шхуны, численности экипажа, месте постройки и корабельном мастере не сохранилось.                                                           | Сведений о размере шхуны, численности экипажа, месте постройки и корабельном мастере не сохранилось.                                                           | Сведений о размере шхуны, численности экипажа, месте постройки и корабельном мастере не сохранилось.                                                           | 1835 | н/д  | В 1856 году несла брандвахтенную службу на севастопольском рейде. | [ 178 ] [ 205 ]                                                         |
| Гонец                | 16    | 30,3 x 7,8 | 4 | н/д | Николаевское адмиралтейство | В. Карачурин | 1835 | 1855 | В 1838 и 1839 годах находилась в распоряжении русской миссии в Греции. С 1837 по 1847 год принимала участие в действиях флота у побережья Кавказа, в том числе в высадках десантов. С 1851 по 1853 год несла брандвахтенную службу в Керчи. Во время Крымской войны в 1854 и 1855 годах находилась в Севастополе, затоплена при оставлении города гарнизоном. | [ 66 ] [ 159 ] [ 206 ] [ 207 ] [ 208 ] [ 209 ] [ 210 ]                  |
| Ласточка             | 16    | 30,3 x 7,8 | 4 | н/д | Николаевское адмиралтейство | С. И. Чернявский | 1838 | 1854 | С 1838 по 1840 год и с 1844 по 1851 год принимала участие в действиях флота у побережья Кавказа, в том числе в высадках десантов. В ночь на 3 (15) марта 1851 года во время шторма была выброшена на мель в Цемесской бухте и затонула, однако 6 (18) марта была поднята со дна и позже отремонтирована. В 1841 и 1842 годах находилась в распоряжении русской миссии в Греции. В 1844, 1845 и 1852 годах принимала участие в практических плаваниях в Чёрном море, а в 1853 году совершала плавание в Константинополь. Во время Крымской войны в кампанию 1854 года находилась в Севастопольской гавани и использовалась для охраны блокшивов и арсенала, в том же году была затоплена. | [ 200 ] [ 199 ] [ 211 ] [ 212 ] [ 213 ] [ 214 ] [ 215 ] [ 216 ] [ 217 ] |
| Дротик               | 16    | 30,3 x 7,8 | 4 | н/д | Николаевское адмиралтейство | А. Вейнбергер | 1839 | 1855 | С 1839 по 1844 год и с 1846 по 1848 год принимала участие в действиях флота у побережья Кавказа. Летом 1845 года на находилась в составе отряда в плавании вдоль побережья Чёрного моря, после чего ушла в распоряжение русской миссии в Грецию. С 1849 по 1851 год принимала участие в практических плаваниях в Чёрном море. Принимала участие в Крымской войне, в 1854 и 1855 годах находилась в Севастополе, а снятые со шхуны карронады были установлены на Госпитальной батарее. В 1855 году была затоплена при оставлении города гарнизоном. | [ 200 ] [ 199 ] [ 218 ] [ 219 ] [ 220 ] [ 221 ] [ 222 ]                 |
| Забияка              | 16    | 30,3 x 7,8 | 4 | н/д | Николаевское адмиралтейство | Г. В. Афанасьев | 1839 | 1855 | В 1840 и 1843 годах принимала участие в гидрографических работах в Чёрном и Азовском морях. В 1841 году и с 1849 по 1853 год принимала участие в действиях флота у побережья Кавказа. В 1844 году находилась в распоряжении русской миссии в Греции и принимала участие в гидрографических работах в Мраморном море. Принимала участие в Крымской войне, в 1854 году использовалась для охраны блокшивов и арсенала в Севастополе, а в 1855 году была затоплена при оставлении города гарнизоном. | [ 200 ] [ 199 ] [ 218 ] [ 223 ] [ 224 ] [ 225 ] [ 226 ]                 |
| Смелая               | 16    | 30,3 x 7,8 | 4 | н/д | Севастопольское адмиралтейство | А. П. Прокофьев | 1839 | 1855 | С 1840 по 1844 год, в 1847 и 1848 годах, а также с 1850 по 1853 год принимала участие в действиях флота у побережья Кавказа. 13 (25) января 1848 года в Цемесской бухте была застигнута борой и вмерзла в лед, однако экипажу удалось спасти шхуну. В 1845, 1847 и 1849 годах принимала участие в практических плаваниях в Чёрном море. Принимала участие в Крымской войне, в 1854 году использовалась для охраны блокшивов и арсенала в Севастополе, а в 1855 году затонула от полученных во время бомбардировки Севастополя англо-французской эскадрой пробоин. | [ 200 ] [ 199 ] [ 218 ] [ 227 ] [ 228 ] [ 229 ] [ 230 ] [ 231 ]         |
| Вестник              | 12    | 27,7 x 7,4 | 3,1 | н/д | Николаевское адмиралтейство | Кириллов | 1841 | 1847 | В 1842 году принимала участие в практическом плавании в Чёрном море. В 1843 и 1844 годах находилась в распоряжении русской миссии в Греции. В 1845 году совершала плавания вдоль берегов Чёрного моря, а в 1846 году вновь ушла в распоряжение русской миссии в Грецию. 22 декабря 1847 (3 января 1848) года возвращаясь из Греции разбилась у мыса Тарханкут. Во время крушения погиб один матрос. | [ 200 ] [ 199 ] [ 80 ] [ 232 ] [ 233 ] [ 234 ] [ 235 ] [ 236 ] [ 237 ]  |
| Скучная              | 10/14 | 23,3 x 6,5 | н/д | н/д | Николаевское адмиралтейство | Г. В. Афанасьев | 1845 | 1859 | С 1846 по 1852 год несла брандвахтенную службу с Сулинском гирле Дуная. В течение Крымской воны с 1853 по 1856 год несла службу на измаильском и николаевском рейдах. С 1857 по 1859 год несла брандвахтенную службу в Еникале. По окончании службы была переоборудована под магазин в Керчи. | [ 200 ] [ 199 ] [ 80 ] [ 238 ] [ 239 ] [ 240 ] [ 241 ]                  |
| Унылая               | 8/14  | 23,3 x 6,5 | н/д | н/д | Николаевское адмиралтейство | Г. В. Афанасьев | 1845 | 1855 | С 1846 по 1851 и с 1853 по 1855 годы несла брандвахтенную службу в Таганроге. Была уничтожена своим экипажем во время первой атаки на Таганрог судами англо-французской эскадры. | [ 200 ] [ 80 ] [ 242 ] [ 243 ] [ 244 ] [ 245 ] [ 246 ]                  |
| Опыт                 | 16/7  | 30,2 x 7,8 | 3,7 | н/д | Николаевское адмиралтейство | И. С. Дмитриев | 1852 | 1868 | В 1854 году выходила в практическое плавание по реке Буг, в 1855 году находилась на Николаевском рейде. В 1856 и 1857 годах выходила в крейсерские плавания в Чёрном море. С 1858 по 1866 год несла брандвахтенную службу в Севастополе. 24 ноября (6 декабря) 1861 года была выброшена на мель во время шторма, однако позже снята с мели и отремонтирована. В 1867 году была продана на слом, а в следующем 1868 году исключена из списков судов флота. | [ 242 ] [ 247 ] [ 248 ] [ 249 ] [ 250 ] [ 251 ] [ 252 ] [ 253 ] [ 254 ] |
| Аю-Даг               | 4/8   | 24,3 x 6,6 | 2,6 | н/д | Сведений о месте постройки и корабельном мастере не сохранилось. Куплена у князя В. П. Кочубея.                                                                | Сведений о месте постройки и корабельном мастере не сохранилось. Куплена у князя В. П. Кочубея.                                                                | 1856 | 1868 | В 1857 году несла брандвахтенную службу в Севастополе. В том же и следующем 1858 году также использовалась для гидрографических работ в Чёрном море. С 1859 по 1864 годы несла брандвахтенную службу на Очаковском рейде. В 1867 году продана на слом, а в следующем 1868 году исключена из списков судов флота. | [ 242 ] [ 247 ] [ 185 ] [ 255 ] [ 256 ] [ 257 ] [ 258 ] [ 259 ]         |

- Чертёж парусности шхун типа «Измаил» или «Победослав Дунайский»
- «Шхуна „Ласточка“», литография Подустова по рисунку В. А. Прохорова
- В. Косов «Захват шхуной „Гонец“ турецкой Чектырме у побережья Сочи»

### Парусно-винтовые шхуны Черноморского флота
В составе Черноморского флота за все время их существования в разное время несли службу 23 парусно-винтовых шхуны, построенных как на российских, так и на зарубежных верфях. Поздние из этих судов несли службу в составе флота Вооружённых сил Юга России и СССР.
| Наименование | Ор. | Вод.    | Размер       | Осадка   | Маш.       | Эк.   | Верфь                                     | Вх.  | Вых. | История службы | Прим.                                                                                           |
| ------------ | --- | ------- | ------------ | -------- | ---------- | ----- | ----------------------------------------- | ---- | ---- | --- | ----------------------------------------------------------------------------------------------- |
| Анапа        | 2/4 | 677     | 51 x 7,4     | 3,8      | 80         | 37—56 | Блейкоульская верфь                       | 1850 | 1874 | С 1856 по 1869 год выходила в плавания в Чёрное и Азовское моря, принимала участие в боевых действиях против горцев на кавказском побережье, в том числе в захвате укреплений Геленджик и Гагры, Вениаминовского форта, мыса Адлер и местечка Туапсе, использовалась в качестве крейсерского судна и для высадки десантов. 13 (25) июля 1874 года исключена из списков судов флота по неблагонадёжности. | [ 242 ] [ 247 ] [ 262 ] [ 263 ] [ 264 ] [ 265 ] [ 266 ] [ 267 ] [ 268 ]                         |
| Аргонавт     | 6   | 300     | 41 x 7,3     | 3,07     | 44—60      | н/д   | Robinson and Russell, Лондон              | 1851 | 1855 | Была построена для нужд транспортной флотилии Военного ведомства, а в 1853 году была передана в состав Черноморского флота. С 1851 по 1855 год выходила в плавания в Чёрное и Азовское моря, использовалась для грузовых перевозок Отдельного Кавказского корпуса, десантных перевозок и крейсерских плаваний. Во время Крымской войны принимала непосредственное участие в сражениях с неприятельскими судами, а 13 (25) мая 1855 была уничтожена экипажем в Бердянске. | [ 242 ] [ 269 ] [ 270 ] [ 271 ] [ 272 ] [ 273 ]                                                 |
| Казбек       | 2/4 | 443     | 53 x 7,6     | 3,3      | 70/492     | 64    | Carl J. Mare & Co., Блэкуолл              | 1856 | 1920 | С 1856 по 1890 год совершала плавания в Чёрном и Азовском морях, принимала участие в боевых действиях на кавказском побережье и использовалась в качестве крейсерского, гидрографического и брандвахтенного судна. После чего находилась на хранении в порту. В 1902—1903 годах капитально отремонтирована и введена в состав флота в качестве транспорта, который также использовался в акваториях Азовского и Чёрного морей, а в 1920 году ушёл в составе армии Врангеля при её эвакуации из Крыма. | [ 247 ] [ 274 ] [ 275 ] [ 276 ] [ 277 ] [ 278 ] [ 279 ] [ 280 ] [ 281 ] [ 282 ] [ 283 ]         |
| Редут-Кале   | 2/4 | 468     | 48,8 x 7,4   | 4        | 70/272     | 64    | Samunda Brothers, Поплар                  | 1856 | 1892 | С 1856 по 1892 год совершала плавания в Чёрном море, принимала участие в боевых действиях флота у кавказского побережья, использовалась в качестве крейсерского и гидрографического судна, периодически совершала заграничные плавания. В 1896 году списанная шхуна была переоборудована в блокшив, который ещё в течение нескольких лет использовался в качестве брандвахты в Керчи, пока не был продан с торгов на слом. | [ 242 ] [ 247 ] [ 284 ] [ 282 ] [ 285 ] [ 286 ] [ 287 ] [ 288 ] [ 289 ] [ 290 ] [ 291 ] [ 292 ] |
| Новороссийск | 2   | 197     | 39,6 x 5,5   | 2,9      | 40/110     | 39    | Charles Lungley, Дептфорт                 | 1856 | 1884 | С 1857 по 1883 год совершала плавания в Чёрном и Азовском морях, использовалась для выполнения лоцмейстерских работ и несения брандвахтенной службы, а также принимала участие в русско-турецкой войне 1877—1878 годов, во время которой использовалась для охраны оборонительных минных заграждений. В 1884 году шхуна была признана полностью негодной к несению дальнейшей службы и переоборудована в блокшив, прослуживший до 1901 года. | [ 247 ] [ 293 ] [ 294 ] [ 295 ] [ 296 ] [ 297 ] [ 298 ] [ 299 ] [ 300 ] [ 301 ] [ 302 ]         |
| Абин         | 1/2 | 176     | 36,6 x 4,9   | 2,9      | 30—44/143  | 39    | Samuda Brothers, Поплар                   | 1857 | 1891 | С 1857 по 1886 год совершала плавания в акватории Чёрного и Азовского морей, а также по реке Буг, использовалось в качестве крейсерского, учебного и брандвахтенного судна. 21 декабря 1891 (2 января 1892) года была исключена из списков судов флота, а её корпус переоборудован баржу, которая использовалась на Чёрном море вплоть до начала XX века. | [ 293 ] [ 303 ] [ 304 ] [ 305 ] [ 306 ] [ 307 ] [ 308 ] [ 309 ] [ 310 ] [ 311 ]                 |
| Бомборы      | 2/4 | 760     | 51 x 7,98    | 3,37     | 90/280     | 64    | Scott & Co., Бостон                       | 1857 | 1903 | С 1857 по 1896 год совершала плавания в акватории Чёрного и Азовского морей, а также по реке Буг, использовалось в качестве крейсерского и гидрографического судна. Принимала участие в перевозке войск, высадке десантов и уничтожении неприятельских судов, а во время русско-турецкой войны 1877—1878 годов — в обороне Одессы и Очакова. 24 октября (6 ноября) 1903 года исключена из списков судов флота. | [ 242 ] [ 247 ] [ 304 ] [ 312 ] [ 313 ] [ 314 ] [ 315 ] [ 316 ] [ 317 ] [ 318 ] [ 319 ]         |
| Дон          | 2/4 | 360     | 41,2 x 7,5   | 3,15     | 50—80      | 60    | Николаевское адмиралтейство               | 1857 | 1891 | С 1857 по 1883 год совершала плавания в Чёрном и Азовском морях, использовалась для грузовых перевозок, крейсерских плаваний, сторожевой и посыльной службы, принимала участие в перевозках войск и высадке десантов, периодически выполняла замену неисправных стационеров в Константинополе на время их ремонта. Во время русско-турецкой войны 1877—1877 годов выполняла функции брандвахты и несла сторожевую службу у оборонительных минных заграждений в Одессе. Фактически шхуна перестала использоваться в 1886 году, однако еще некоторое время находилась вооружённой в резерве до своего окончательного списания в 1891 году. | [ 293 ] [ 303 ] [ 255 ] [ 320 ] [ 321 ] [ 322 ] [ 323 ] [ 324 ] [ 325 ] [ 326 ] [ 327 ]         |
| Пицунда      | 1/4 | 336     | 38,86 x 6,4  | 3        | 60/572     | 53    | Young & Magney, Лаймхаус                  | 1857 | 1893 | С 1857 по 1893 год совершала плавания в акватории Чёрного и Средиземного морей, использовалась в качестве транспортного, крейсерского и брандвахтенного судна, а также для перевозки войск, высадки десантов и борьбы с контрабандистами. | [ 303 ] [ 293 ] [ 294 ] [ 328 ] [ 329 ] [ 330 ] [ 331 ] [ 332 ] [ 333 ] [ 334 ] [ 335 ]         |
| Псезуапе     | 2/6 | 335—445 | 38,8 x 6,1   | 2,97—3,3 | 60/210     | 52    | Forges et chantiers de la Méditerranée    | 1857 | 1910 | Во время несения службы использовалась в качестве стационера, крейсерского и брандвахтенного судна. Принимала участие в русско-турецкой войне 1877—1878 годов и выходила в плавания в Средиземное море. В 1864 и 1875 годах подвергалась капитальному ремонту. 1 (13) февраля 1892 года шхуна была переклассифицирована в транспорт, а 18 (31) марта 1910 года транспорт был исключен из списков судов флота. | [ 247 ] [ 293 ] [ 336 ] [ 337 ] [ 338 ] [ 339 ] [ 340 ] [ 341 ] [ 342 ] [ 343 ] [ 344 ]         |
| Салгир       | 2/4 | 360     | 41,2 x 7,5   | 3,15     | 50         | 60    | Николаевское адмиралтейство               | 1857 | 1885 | С 1857 по 1879 год совершала плавания в акватории Азовского, Чёрного и Средиземного морей, использовалась в качестве крейсерского, учебного, гидрографического и брандвахтенного судна, а также в качестве плавучего лазарета, принимала участие в боевых действиях против горцев. 7 (19) декабря 1885 года была исключена из списков судов флота. По завершении службы некоторое время использовалась в качестве таможенной брандвахты в черноморских портах Кавказа | [ 293 ] [ 303 ] [ 327 ] [ 345 ] [ 346 ] [ 347 ] [ 348 ] [ 349 ] [ 350 ] [ 351 ] [ 352 ]         |
| Туабсе       | 3/4 | 289     | 41 x 6,5     | 3,1      | 60/164     | 53    | Augustin Normand, Гавр                    | 1858 | 1892 | С 1858 по 1888 год совершала плавания в акваториях Азовского, Чёрного и Средиземного морей, использовалась в качестве транспортного и крейсерского судна, а также как стационер в портах Кавказа, периодически принимала участие в боевых действиях против горцев. 19 (31) декабря 1892 года была исключена из списков судов флота. | [ 293 ] [ 303 ] [ 284 ] [ 353 ] [ 354 ] [ 355 ] [ 356 ] [ 357 ] [ 358 ] [ 359 ] [ 360 ]         |
| Келасуры     | 3/4 | 326     | 39,4 x 6,17  | 3,2      | 60/240     | 53    | Henry Pitcher, Нортфлит                   | 1859 | 1891 | С 1859 по 1886 год совершала плавания в Азовском, Чёрном и Средиземном морях, а также использовалась в качестве брандвахтенного судна. Во время русско-турецкой войны 1877—1878 годов находилась в Неаполе, по завершении войны некоторое время служила в составе военно-морских сил Болгарии, после чего однако вновь вернулась в состав русского флота. 19 (31) января 1891 года была исключена из списков судов флота. | [ 303 ] [ 361 ] [ 362 ] [ 363 ] [ 364 ] [ 365 ] [ 366 ] [ 367 ] [ 368 ] [ 369 ]                 |
| Соук-су      | 3/4 | 326     | 39,4 x 6,17  | 3,2      | 60/240     | 53    | Henry Pitcher, Нортфлит                   | 1859 | 1891 | С 1859 по 1880 год совершала плавания в Чёрном и Средиземном морях, а также была задействована для выполнения гидрографических работ и несения брандвахтенной службы. Во время русско-турецкой войны 1877—1878 годов использовалась для защиты минных заграждений в Севастополе. 19 (31) января 1891 года была исключена из списков судов флота. | [ 303 ] [ 361 ] [ 370 ] [ 371 ] [ 372 ] [ 373 ] [ 374 ] [ 375 ] [ 376 ] [ 377 ]                 |
| Алушта       | 1/2 | 210,16  | 33,5 x 6,8   | 2,8      | 80         | н/д   | Николаевское адмиралтейство               | 1860 | 1874 | С 1861 по 1869 год совершала плавания в Чёрном море, по Бугу, Днепру и Днепровскому лиману. 13 (25) июля 1874 года была исключена из списков судов флота по неблагонадёжности. | [ 262 ] [ 303 ] [ 378 ] [ 379 ] [ 380 ] [ 381 ] [ 382 ]                                         |
| Чатырдаг     | 2   | 210,16  | 33,5 x 6,8   | 2,8      | 80         | 66    | Николаевское адмиралтейство               | 1860 | 1874 | С 1861 по 1870 год совершала плавания в Чёрном море и по реке Дунай. 28 июня (10 июля) 1874 года по неблагонадёжности шхуна была переоборудована в плавучий маяк, которому был присвоен № 4, а 13 (25) июля 1874 года — исключена из списков судов флота. | [ 303 ] [ 378 ] [ 379 ] [ 383 ] [ 384 ] [ 385 ] [ 386 ] [ 387 ] [ 388 ] [ 389 ]                 |
| Ингул        | 2/4 | 745—750 | 53,2 x 6,1   | 3,6      | 90/400—469 | 59—65 | Камско-Воткинский завод                   | 1872 | 1910 | С 1874 по 1909 год совершала плавания в акватории Чёрного моря, использовалась для обслуживания маяков, гидрографических работ и в качестве брандвахтенного судна. В 1909 году потерпела крушение, после которого её первоначально не планировалось восстанавливать, однако позже шхуна всё же была отремонтирована и введена в состав флота в качестве транспорта, который принимал Первой Мировой войне и Гражданской войне в России. | [ 378 ] [ 387 ] [ 390 ] [ 391 ] [ 392 ] [ 393 ] [ 394 ] [ 395 ] [ 396 ] [ 397 ]                 |
| Ворон        | 5   | 900     | 57,3 x 8,69  | 2,95     | 40/120     | н/д   | Stabilimento Tecnico Triestino, Сан-Рокко | 1877 | 1878 | Переоборудована из арендованного у РОПиТ товарного парохода в 1877 году. Принимала участие в русско-турецкой войне 1877—1878 годов в составе Нижне-Дунайского отряда, в том числе в операции флота под Сулином. После войны использовалась в качестве стационара в Сулине, а 30 ноября (12 декабря) 1878 года была возвращена владельцу. | [ 378 ] [ 398 ] [ 399 ] [ 400 ] [ 401 ] [ 402 ] [ 403 ] [ 404 ]                                 |
| Лебедь       | 6   | 700     | 57,61 x 8,84 | 1,37     | 40/120     | н/д   | Andrew Leslie & Co., Ньюкасл              | 1877 | 1879 | Переоборудована из арендованного у РОПиТ товарного парохода в 1877 году. Принимала участие в русско-турецкой войне 1877—1878 годов в составе Нижне-Дунайского отряда, в том числе в операции флота под Сулином. После войны использовалась в качестве транспортного судна и буксира, а 7 (19) октября 1879 года была возвращена владельцу. | [ 378 ] [ 398 ] [ 401 ] [ 405 ] [ 406 ]                                                         |
| Утка         | 6   | 700     | 57,61 x 8,84 | 1,37     | 40/120     | н/д   | Andrew Leslie & Co., Ньюкасл              | 1877 | 1879 | Переоборудована из арендованного у РОПиТ товарного парохода в 1877 году. Принимала участие в русско-турецкой войне 1877—1878 годов в составе Нижне-Дунайского отряда, в том числе в операции флота под Сулином. После войны использовалась в качестве транспортного судна и буксира, а 9 (21) октября 1879 года была возвращена владельцу. | [ 378 ] [ 398 ] [ 401 ] [ 399 ] [ 407 ] [ 408 ] [ 409 ]                                         |
| Коршун       | —   | 700     | 58,06 x 8,84 | 1,37     | 40/120     | н/д   | Andrew Leslie & Co., Ньюкасл              | 1877 | 1878 | Переоборудована из арендованного у РОПиТ товарного парохода в 1877 году. Принимала участие в русско-турецкой войне 1877—1878 годов, совершала плавания в Чёрном море, использовалась в качестве портового судна в Одессе, а также участвовала в неудачной попытке захвата Сулина отрядом контр-адмирала Н. М. Чихачёва. После войны использовалась в качестве стационера в Сулине и Бургасе, а 6 (18) декабря 1878 года была возвращена владельцу. | [ 396 ] [ 410 ] [ 411 ]                                                                         |
| Гонец        | 4   | 745     | 53,2 x 6,1   | 3,36     | 466        | н/д   | Камско-Воткинский завод                   | 1878 | 1917 | Несла службу в качестве учебно-минной шхуны. С 1879 по 1882, с 1886 по 1890 годы совершала плавания в Чёрном море в составе учебного минно-артиллерийского отряда. В 1891 и 1892 годах принимала участие в плаваниях в Чёрном море и заграничных плаваниях. С 1895 по 1897 годы вновь совершала плавания в Чёрном море в составе учебного минно-артиллерийского отряда. В 1899 году использовалась в качестве транспорта. | [ 397 ] [ 412 ] [ 413 ] [ 414 ] [ 415 ] [ 416 ]                                                 |
| Колхида      | 2   | 580     | 54,9 x 7,3   | 3        | 700        | н/д   | завод «Фергюстон»                         | 1890 | 1920 | 1 (13) февраля 1892 года была переклассифицирована в пароход, а 10 (23) октября 1907 года — в яхту, после чего использовалась в качестве яхты русского посла в Константинополе. 16 (29) июня 1913 года была исключена из состава судов флота и продана частному владельцу, однако в кампанию 1914 года вновь мобилизована в качестве посыльного судна. В 1920 году ушла в составе армии Врангеля при её эвакуации из Крыма. | [ 378 ] [ 417 ]                                                                                 |

- Шхуна «Бомборы»
- Шхуна «Келасуры»
- Шхуна «Абин»
- Яхта «Лукулл», бывшая шхуна «Колхида»
- Шхуна «Псезуапе» в Севастополе
- Шхуна «Ингул»
- Шхуна «Ингул»
- Шхуна «Казбек»

## Аральская флотилия
В разделе приведены все шхуны, входившие в состав Аральской флотилии России. За все время существования флотилии в её составе несли службу две специально построенные для её нужд парусные шхуны, также одна шхуна была построена для организации компанейского рыболовства. Парусно-винтовые шхуны для комплектования Аральской флотилии не строились.
| Наименование | Ор.                                                                            | Размер                                                                         | Осадка                                                                         | Эк.                                                                            | Верфь                | Мастер                                                            | Вх.  | Вых. | История службы | Прим.                                           |
| ------------ | ------------------------------------------------------------------------------ | ------------------------------------------------------------------------------ | ------------------------------------------------------------------------------ | ------------------------------------------------------------------------------ | -------------------- | ----------------------------------------------------------------- | ---- | ---- | --- | ----------------------------------------------- |
| Михаил       | Сведений о вооружении, конструкции и численности экипажа судна не сохранилось. | Сведений о вооружении, конструкции и численности экипажа судна не сохранилось. | Сведений о вооружении, конструкции и численности экипажа судна не сохранилось. | Сведений о вооружении, конструкции и численности экипажа судна не сохранилось. | Заложены в Оренбурге | Сведений о корабельных мастерах, построивших суда, не сохранилось | 1847 | н/д  | Построена для организации компанейского рыболовства на Аральском море, принимала участие в Аральской экспедиции. | [ 420 ]                                         |
| Николай      | 2                                                                              | 11,7 x 3,6                                                                     | 1,6                                                                            | н/д                                                                            | Заложены в Оренбурге | Сведений о корабельных мастерах, построивших суда, не сохранилось | 1847 | 1870 | Построены для изучения Аральского моря. В 1847 году сухими путями были перевезены из Оренбурга в укрепление Раим. В 1848 и 1849 годах принимали участие в Аральской экспедиции под руководством капитан-лейтенанта А. И. Бутакова и прапорщика Поспелова. | [ 418 ] [ 419 ] [ 421 ] [ 422 ] [ 423 ] [ 424 ] |
| Константин   | 2                                                                              | 14,3 x 4,9                                                                     | 1,8                                                                            | 27                                                                             | Заложены в Оренбурге | А. И. Бутаков                                                     | 1848 | 1863 | Построены для изучения Аральского моря. В 1847 году сухими путями были перевезены из Оренбурга в укрепление Раим. В 1848 и 1849 годах принимали участие в Аральской экспедиции под руководством капитан-лейтенанта А. И. Бутакова и прапорщика Поспелова. | [ 418 ] [ 419 ] [ 421 ] [ 422 ] [ 423 ] [ 425 ] |

- Т. Г. Шевченко, «Шхуны Аральской экспедиции», 1848 год
- Т. Г. Шевченко, «Шхуны „Константин“ и „Михаил“», 1848 год
- Т. Г. Шевченко, «Шхуна „Константин“ на ремонте», 1849 год

## Беломорская флотилия
В разделе приведены все шхуны, входившие в состав Беломорской флотилии России.

### Парусные шхуны Беломорской флотилии
За все время существование Беломорской флотилии в её составе несли службу 8 парусных шхун, по большей части использовавшихся в качестве экспедиционных и гидрографических судов.
| Наименование    | Ор. | Размер     | Осадка | Эк. | Верфь               | Мастер                                                              | Вх.  | Вых. | История службы | Прим.                                                   |
| --------------- | --- | ---------- | ------ | --- | ------------------- | ------------------------------------------------------------------- | ---- | ---- | --- | ------------------------------------------------------- |
| № 1             | 8   | 14,9 x 5   | 2,1    | н/д | Соломбальская верфь | В. А. Ершов                                                         | 1826 | 1845 | С 1827 по 1832 год принимала участие в экспедициях М. Ф. Рейнеке по изучению берегов Белого моря. С 1836 по 1841 год совершала плавания по Белому морю для поиска мест под маяки и доставки материалов в эти места для их строительства. В 1841 году подверглась тимберовке. По окончании службы была разобрана в Архангельске. | [ 23 ] [ 427 ] [ 428 ] [ 429 ] [ 430 ] [ 431 ]          |
| № 2             | 4/8 | 14,9 x 5   | 2,1    | н/д | Соломбальская верфь | В. А. Ершов                                                         | 1827 | 1844 | С 1827 по 1832 год принимала участие в экспедициях М. Ф. Рейнеке по изучению берегов Белого моря. С 1833 по 1838 год несла брандвахтенную службу в Лапоминской гавани. В 1840 году использовалась для проведения гидрографических работ у берегов Лапландии. По окончании службы была разобрана в Архангельске. | [ 23 ] [ 427 ] [ 432 ] [ 433 ] [ 434 ] [ 435 ] [ 436 ]  |
| Кротов          | н/д | 10,7       | н/д    | 8   | Соломбальская верфь | Сведений о корабельных мастерах, построивших судно, не сохранилось. | 1834 | 1843 | Шхуна была построена специально для участия в экспедиции к архипелагу Новая Земля. С 24 июля (5 августа) 1834 года по 7 (19) октября 1835 года на шхуне велись исследования восточного берега Новой Земли, на зимовку шхуна оставалась в устье реки Чиракина. В 1837 году принимала участие в экспедиции академика Кала Эрнста фон Бэра по изучению проливов Маточкин Шар и Костин Шар. По окончании службы шхуна была продана на слом. | [ 189 ] [ 427 ] [ 437 ] [ 438 ] [ 439 ]                 |
| Новая Земля     | 2   | 11,9 x 3,4 | 1,4    | 15  | Соломбальская верфь | В. А. Ершов                                                         | 1838 | 1839 | Шхуна была построена специально для участия в экспедиции к архипелагу Новая Земля. С 27 июня (9 июля) 1838 года по 19 (31) октября 1839 года на шхуне велись исследования берегов архипелага Новая Земля, на зимовку шхуна оставалась в губе Мелкая, где на всю зиму вытаскивалась на берег. Во время зимовки на борту шхуны от цинги умер начальник экспедиции прапорщик А. К. Циволька. 19 (31) октября 1839 года во время возвращения а Архангельск разбилась в Старцевой губе. Экипажу удалось спастись и добраться до Архангельска на промысловом судне. | [ 440 ] [ 427 ] [ 432 ] [ 439 ] [ 441 ] [ 442 ] [ 443 ] |
| Шпицберген      | 2   | 11,9 x 3,4 | 1,4    | 15  | Соломбальская верфь | В. А. Ершов                                                         | 1838 | 1850 | Шхуна была построена специально для участия в экспедиции к архипелагу Новая Земля. С 27 июня (9 июля) 1838 года по 10 (22) сентября 1839 года на шхуне велись исследования берегов архипелага Новая Земля, на зимовку шхуна оставалась в губе Мелкая, где на всю зиму вытаскивалась на берег. С 1840 по 1841 год несла брандвахтенную службу в Лапоминской гавани. С 1846 по 1848 год совершала плавания в Белом море, а по окончании службы была переоборудована в блокшив.                                                                                  | [ 427 ] [ 432 ] [ 444 ] [ 430 ] [ 445 ]                 |
| Полярная Звезда | 6   | 23,4 x 6,2 | 2,5    | н/д | Соломбальская верфь | Ф. Т. Загуляев                                                      | 1844 | 1859 | С 1844 по 1858 год совершала плавания по Белому морю, использовалась для доставки обеспечения на маяки и несения брандвахтенной службы на соломбальском рейде. В кампанию 1844 года на шхуне совершил плавание к Соловецким островам великий князь Константин Николаевич. По окончании службы была разобрана в Архангельске. | [ 80 ] [ 432 ] [ 446 ] [ 447 ] [ 448 ] [ 35 ] [ 449 ]   |
| Задорная        | н/д | 30,2 x 7,7 | 3,2    | н/д | Соломбальская верфь | Ф. Т. Загуляев                                                      | 1855 | 1865 | С 1856 по 1863 год совершала плавания по Белому морю и использовалась для доставки обеспечения на маяки. В кампанию 1861 года также использовалась для исследования рыбных промыслов. 16 (28) октября 1865 года была исключена из списков судов флота. | [ 185 ] [ 432 ] [ 446 ] [ 450 ] [ 451 ] [ 452 ] [ 453 ] |
| Ломоносов       | н/д | 20,4 x 6,2 | н/д    | н/д | Соломбальская верфь | Гагарин                                                             | 1859 | 1863 | Использовалась в качестве учебного судна «шхиперских учебных курсов». 7 (19) декабря 1863 года была исключена из списков судов флота. | [ 185 ] [ 432 ] [ 446 ] [ 454 ]                         |

- «Шхуна „Кротов“ на фоне горы Носилова», Редер, 1837 год

### Парусно-винтовые шхуны Беломорской флотилии
В составе Беломорской флотилии за все время её существования несли службу 2 специально построенные для нужд флотилии парусно-винтовые шхуны и переведённая из Балтийского флота в 1899 году шхуна «Бакан».
| Наименование    | Ор. | Размер     | Осадка | Эк. | Верфь                   | Мастер | Вх.  | Вых. | История службы | Прим.                                                                   |
| --------------- | --- | ---------- | ------ | --- | ----------------------- | ------ | ---- | ---- | --- | ----------------------------------------------------------------------- |
| Полярная Звезда | 2   | 37,8 x 6,7 | 3,5    | н/д | заложена в Архангельске | н/д    | 1862 | 1888 | Во время службы использовалась для плаваний в Белом море и Северном Ледовитом океане. В кампанию 1874 года совершила плавание в Кронштадт. 26 мая (7 июня) 1888 года была исключена из списков судов флота.                                                | [ 432 ] [ 456 ] [ 457 ] [ 458 ] [ 459 ] [ 460 ] [ 461 ] [ 462 ] [ 463 ] |
| Самоед          | 4   | 55,1 x 7,9 | 3,3    | н/д | заложена в Або          | н/д    | 1870 | н/д  | В 1871 году перешла из Кронштадта в Архангельск. Во время службы использовалась для плаваний в Белом море, а также практических плаваний с призывниками запаса в Финском заливе и Балтийском море. В кампанию 1895 года находилась в заграничном плавании. | [ 432 ] [ 464 ] [ 465 ] [ 466 ] [ 467 ] [ 468 ] [ 469 ] [ 470 ]         |

- А. П. Алексеев, «Шхуны „Самоед“ и „Полярная Звезда“»

## Каспийская флотилия
В разделе приведены все шхуны, в разное время входившие в состав Каспийской флотилии России. В отличие от шхун Балтийского и Черноморского флотов, которые могли нести до 18 орудий, каспийские шхуны вооружались 4—8 пушками или карронадами небольшого калибра и несколькими фальконетами.

### Парусные шхуны Каспийской флотилии
За всё время существования флотилии в её составе служили 5 парусных шхун. Все эти шхуны были построены в 1840-х годах в Або и по внутренним водным путям переведены в Каспийское море.
| Наименование | Ор. | Размер     | Осадка | Эк. | Верфь          | Мастер   | Вх.  | Вых. | История службы | Прим.                                                                                   |
| ------------ | --- | ---------- | ------ | --- | -------------- | -------- | ---- | ---- | --- | --------------------------------------------------------------------------------------- |
| Опыт         | 4   | 20,4 x 6,7 | 2,7    | н/д | Абовская верфь | н/д      | 1843 | 1858 | После постройки в октябре 1843 года перешла в Кронштадт, а в следующем году по внутренним водным путям в Астрахань. С 1846 по 1851 год выходила в плавания в Каспийское море, с 1852 по 1854 год находилась при Астрабадской станции. С 1855 по 1858 год несла брандвахтенную службу в Баку. По окончании службы была переоборудована в блокшив. | [ 80 ] [ 472 ] [ 473 ] [ 474 ] [ 475 ] [ 476 ] [ 477 ] [ 478 ]                          |
| Змея         | 4   | 20,4 x 6,4 | 1,8    | н/д | Абовская верфь | Юргенсон | 1847 | 1861 | После постройки перешла в Кронштадт, а в следующем 1848 году по внутренним водным путям в Астрахань. С 1849 по 1854 год выходила в плавания в Каспийское море. В 1855 году подверглась тимберовке в Астрахани. В 1856, 1860 и 1861 годах находилась при Астрабадской станции. В августе 1859 года принимала участие во взятии Чикигилярского аула, оказывала содействие сухопутным войскам с моря. 24 июня (6 июля) 1861 года исключена из списков судов флота. | [ 472 ] [ 473 ] [ 479 ] [ 480 ] [ 481 ] [ 482 ] [ 483 ] [ 484 ]                         |
| Тарантул     | 4   | 20,4 x 6,4 | 1,8    | н/д | Абовская верфь | Юргенсон | 1847 | 1861 | После постройки перешла в Кронштадт, а в следующем 1848 году по внутренним водным путям в Астрахань. С 1849 по 1854 год выходила в плавания в Каспийское море. В 1855 году подверглась тимберовке в Астрахани. В 1856, 1860 и 1861 годах находилась при Астрабадской станции. В августе 1859 года принимала участие во взятии Чикигилярского аула, оказывала содействие сухопутным войскам с моря. 24 июня (6 июля) 1861 года исключена из списков судов флота. | [ 472 ] [ 473 ] [ 479 ] [ 485 ] [ 486 ] [ 487 ] [ 488 ] [ 489 ]                         |
| Комар        | 4   | 20,4 x 6,4 | 1,8    | н/д | Абовская верфь | Юргенсон | 1849 | 1875 | После постройки перешла в Санкт-Петербург, а в следующем 1850 году по внутренним водным путям в Астрахань. С 1850 по 1874 год выходила в плавания в Каспийское море. При этом 19 сентября (1 октября) 1852 года принимала участие в бомбардировке аула Гассан-Кули и высадке десантов. В кампанию 1872 года также находилась при Астрабадской станции. 3 (15) мая 1875 года исключена из списков судов флота.                                                   | [ 472 ] [ 473 ] [ 479 ] [ 490 ] [ 491 ] [ 492 ] [ 493 ] [ 494 ] [ 495 ]                 |
| Муха         | 4   | 20,4 x 6,4 | 1,8    | н/д | Абовская верфь | Юргенсон | 1849 | 1872 | После постройки перешла в Санкт-Петербург, а в следующем 1850 году по внутренним водным путям в Астрахань. В 1851 и 1852 годах, а также с 1865 по 1867 год выходила в плавания в Каспийское море. В 1867 году принимала участие в высадке десантов в Гемюш-Тепе. С 1854 по 1856 и с 1861 по 1864 годы находилась при Бакинской, а с 1867 по 1870 год — при Астрабадской станциях. 2 (14) декабря 1872 года исключена из списков судов флота.                    | [ 472 ] [ 473 ] [ 479 ] [ 496 ] [ 497 ] [ 498 ] [ 499 ] [ 500 ] [ 501 ] [ 502 ] [ 503 ] |

### Парусно-винтовые шхуны Каспийской флотилии
За всё время существования флотилии в её составе служили 8 парусно-винтовых шхун, построенных специально для Каспийского моря, также в составе Каспийской флотилии в качестве парохода служила переведённая из Балтийского флота шхуна «Часовой».
| Наименование | Ор. | Вод. | Размер       | Осадка | Маш. | Верфь                             | Мастер       | Вх.  | Вых. | История службы | Прим.                                                                           |
| ------------ | --- | ---- | ------------ | ------ | ---- | --------------------------------- | ------------ | ---- | ---- | --- | ------------------------------------------------------------------------------- |
| Астрахань    | 6/8 | 438  | 54,86 x 9,14 | н/д    | 160  | Нижегородская машинная фабрика    | М. М. Окунев | 1856 | 1890 | В кампанию 1866 года во главе Каспийской флотилии под флагом командира флотилии вице-адмирала С. В. Воеводского обеспечивала переезд персидского шаха Насер ад-Дина из Персии в Россию. В кампании 1867—1872, 1880, 1881, 1888 и 1889 годов совершала плавания в Каспийском море, где 1 (13) октября 1889 года разбилась. 10 (22) февраля 1890 года была исключена из списков судов флота. | [ 505 ] [ 506 ] [ 507 ] [ 508 ] [ 509 ] [ 510 ] [ 511 ] [ 512 ] [ 513 ] [ 514 ] |
| Казак        | 5   | 336  | 41,2 x 7,3   | н/д    | 50   | Завод Шепелевых                   | М. М. Окунев | 1857 | 1870 | С 1858 года совершала плавания в Каспийском море. В 1861 году находилась в Астрахани на ремонте. В 1862—1864 годах принимала участие в гидрографических работах в Каспийском море. 19 (31) декабря 1870 года была сдана к порту. | [ 473 ] [ 515 ] [ 504 ] [ 516 ] [ 517 ] [ 518 ] [ 519 ] [ 520 ]                 |
| Туркмен      | 5   | 336  | 41,2 x 7,3   | н/д    | 50   | Завод Шепелевых                   | М. М. Окунев | 1857 | 1870 | В 1858 году совершала плавания в Каспийском море. С 1860 по 1864 год принимала участие в гидрографических работах в том же море. 24 января (5 февраля) 1870 года была исключена из списков судов флота. | [ 473 ] [ 521 ] [ 522 ] [ 523 ]                                                 |
| Бухарец      | 4/6 | 409  | 45,7 x 7,6   | н/д    | 60   | Нижегородская машинная фабрика    | М. М. Окунев | 1858 | 1875 | В 1861 году использовалась для охраны Эмбенских вод. В 1868—1871 годах принимал участие в действиях судов флотилии в Красноводском заливе, а с 1871 по 1874 год выходила в плавания в Каспийское море. 8 (20) марта 1875 года была исключена из списков судов флота. | [ 473 ] [ 480 ] [ 521 ] [ 524 ] [ 525 ] [ 526 ] [ 527 ] [ 528 ]                 |
| Курд         | 4/5 | 409  | 45,7 x 7,6   | н/д    | 60   | Нижегородская машинная фабрика    | М. М. Окунев | 1858 | 1870 | В 1861 году использовалась для охраны Эмбенских вод. С 1864 по 1866 год выходила в плавания в Каспийское море, в 1866 году также несла службу при Астрабадской станции. 7 (19) ноября 1870 года была исключена из списков судов флота. | [ 473 ] [ 521 ] [ 480 ] [ 529 ] [ 530 ] [ 531 ] [ 532 ] [ 533 ]                 |
| Персиянин    | 5   | 409  | 45,7 x 7,6   | н/д    | 60   | Нижегородская машинная фабрика    | М. М. Окунев | 1858 | 1881 | В кампании 1858—1859, 1862—1864, 1866, 1870, 1871, 1873, 1876, 1879 и 1880 годов выходила в плавания в Каспийское море. В 1866, 1869 и 1870 годах также находилась при Астрабадской станции. 5 (17) ноября 1881 года была исключена из списков судов флота. | [ 473 ] [ 521 ] [ 534 ] [ 535 ] [ 536 ] [ 537 ] [ 538 ] [ 539 ] [ 540 ]         |
| Хивинец      | 6   | 409  | 45,7 x 7,6   | н/д    | 60   | Нижегородская машинная фабрика    | М. М. Окунев | 1858 | 1881 | В 1861 году использовалась для охраны Эмбенских вод. В 1864—1866, 1871—1873 и 1878—1880 годах выходила в плавания в Каспийское море. 5 (17) ноября 1881 года была исключена из списков судов флота. | [ 473 ] [ 521 ] [ 480 ] [ 541 ] [ 542 ] [ 543 ] [ 544 ] [ 545 ] [ 546 ]         |
| Лоцман       | 2   | 442  | 43,4 x 8,4   | 2      | 126  | Воткинский завод Вятской губернии | н/д          | 1876 | 1906 | С 1883 по 1885 год и в 1889 году совершала плавания в Каспийском море. В кампанию 1889 года также несла брандвахтенную службу в Баку. С 1 (13) февраля 1892 года шхуна была переклассифицирована в портовое судно. 9 (22) мая 1906 года была исключена из списков судов флота. | [ 521 ] [ 547 ] [ 548 ] [ 549 ] [ 550 ]                                         |

- А. П. Алексеев, «Пароход „Баку“ и шхуна „Персиянин“»

## Сибирская флотилия
В разделе приведены все шхуны, входившие в состав Сибирской флотилии России.

### Парусные шхуны Сибирской флотилии
За всё время существования флотилии в её составе служили 6 парусных шхун, построенных на российских и американских верфях, а также одна шхуна построенная в Японии. При этом 5 из них сторонились специально для нужд флотилии, одна была захвачена у браконьеров и одна построена после кораблекрушения для эвакуации экипажа погибшего фрегата.
| Наименование | Ор. | Размер     | Осадка | Эк. | Верфь                                                                                      | Мастер                                                                                     | Вх.  | Вых. | История службы | Прим.                                           |
| ------------ | --- | ---------- | ------ | --- | ------------------------------------------------------------------------------------------ | ------------------------------------------------------------------------------------------ | ---- | ---- | --- | ----------------------------------------------- |
| Николай      | н/д | н/д        | н/д    | н/д | н/д                                                                                        | н/д                                                                                        | 1822 | 1827 | С 1823 по 1827 год совершала плавания между портами Охотского моря. 18 (30) августа 1827 года при выходе из Охотска налетела на Тунгузскую кошку. Во время отлива со шхуны был снят груз и рангоут, однако в связи с тем, что люки были оставлены открытыми, при следующем приливе заполнилась водой и была разбита в течение следующих трёх дней.                                                           | [ 554 ] [ 551 ] [ 552 ] [ 555 ] [ 556 ] [ 433 ] |
| Анадырь      | н/д | н/д        | н/д    | н/д | устье реки Камчатка                                                                        | н/д                                                                                        | 1853 | 1854 | В 1853 и 1854 годах совершала плавания между камчатскими портами. Во время Крымской войны 27 августа (8 сентября) 1854 года на выходе из Авачинской бухты была перехвачена и уничтожена англо-французской эскадрой. | [ 185 ] [ 551 ] [ 552 ] [ 557 ]                 |
| Хэда         | 8   | 24,6       | н/д    | 48  | Построена в Японии в местечке Хэда экипажем разбтвшегося у берегов Японии фрегата «Диана». | Построена в Японии в местечке Хэда экипажем разбтвшегося у берегов Японии фрегата «Диана». | 1855 | 1856 | В 1855 году шхуны совершила переход из Японии в Петропавловск, затем в пролив Лаперуза и после в Татарский пролив, с частью экипажа фрегата «Диана» на борту. После окончания Крымской войны была подарена Японии. | [ 558 ] [ 559 ] [ 560 ]                         |
| Пурга        | 4   | 24,3 x 6,6 | 2,6    | н/д | Построена в США, сведений о точном месте постройки и корабельных мастерах не сохранилось.  | Построена в США, сведений о точном месте постройки и корабельных мастерах не сохранилось.  | 1857 | 1869 | C 1858 по 1869 год совершала грузовые, пассажирские и почтовые перевозки между портами Дальнего Востока, также ходила в Японию. 10 (22) августа 1869 года попала в туман и разбилась в районе острова Кетой. | [ 185 ] [ 551 ] [ 552 ] [ 561 ] [ 562 ] [ 563 ] |
| Первая       | 4   | 24,3 x 6,6 | 2,6    | н/д | заложены в Николаевске                                                                     | Чикуров                                                                                    | 1859 | 1864 | C 1860 по 1863 год совершала грузовые и пассажирские перевозки между портами Дальнего Востока. 26 октября (7 ноября) 1863 года по пути из Хакодате во Владивосток была застигнута в Ангарском проливе порывистым ветром и разбилась, а 17 (29) августа 1864 года была исключена из списков судов флота. | [ 185 ] [ 551 ] [ 552 ] [ 564 ] [ 565 ]         |
| Фарватер     | н/д | 17,5 x 6   | 1,7    | н/д | заложены в Николаевске                                                                     | н/д                                                                                        | 1862 | 1891 | C 1862 по 1869 год совершала грузовые перевозки между портами Дальнего Востока, а также принимала в гидрографических работах в устье Амура. В 1874 году совершила плавание в Японию. В 1891 года исключена из списков судов флота. | [ 185 ] [ 551 ] [ 566 ] [ 567 ] [ 568 ] [ 569 ] |
| Крейсерок    | 2   | 24 x 8     | 2,13   | 21  | Построена в США. Сведений о точном месте постройки и корабельном мастере не сохранилось.   | Построена в США. Сведений о точном месте постройки и корабельном мастере не сохранилось.   | 1887 | 1889 | 17 (29) августа 1886 года в Анадырском заливе клипером «Крейсер» была захвачена американская браконьерская шхуна «Henrietta», которую отбуксировали во Владивосток и 14 (26) мая 1887 года под именем «Крейсерок» включили в состав Сибирской флотилии. В 1888—1889 годах шхуна использовалась для выполнения гидрографических работ и борьбы с браконьерством. В октябре 1889 года погибла в Охотском море. | [ 553 ] [ 570 ] [ 571 ] [ 572 ]                 |

- А. П. Алексеев, «Пароход „Америка“ и шхуна „Фарватер“»
- Шхуна «Крейсерок» в одной из гаваней Владивостока

### Парусно-винтовые шхуны Сибирской флотилии
За всё время существования флотилии в её составе служили 6 парусно-винтовых шхун, построенных на российских и европейских верфях.
| Наименование | Ор. | Вод.    | Размер     | Осадка | Маш.    | Эк.   | Верфь                         | Вх.  | Вых. | История службы | Прим. |
| ------------ | --- | ------- | ---------- | ------ | ------- | ----- | ----------------------------- | ---- | ---- | --- | --- |
| Восток       | 1/4 | 210     | 32,3 x 7,1 | 3,5    | 40/120  | 37—56 | Портсмутские верфи            | 1852 | 1883 | Для нужд флота была куплена адмиралом Е. В. Путятиным в Бристоле. Принимала участие в Амурской экспедиции 1849—1855 годов. В кампанию 1853 года совершала плавания в Японию, использовалась в качестве гидрографического судна, а также впервые прошла из Японского моря в Амурский лиман через пролив Невельского. Участвовала в Крымской войне в качестве посыльного судна. После войны использовалась для выполнения гидрографических работ, грузовых и пассажирских перевозок. Принимала участие во «Второй американской экспедиции». 6 (18) июля 1883 года разбилась у берегов острова Стенина.                                                         | [ 551 ] [ 552 ] [ 574 ] [ 575 ] [ 576 ] [ 577 ] [ 578 ] [ 579 ] [ 580 ] [ 581 ] [ 582 ] [ 583 ] [ 584 ] [ 585 ] |
| Сахалин      | 4   | 450     | 46 x 7,5   | 3,5    | 40/120  | 40    | J.C. Godeffroy & Sohn Гамбург | 1861 | 1868 | В марте 1862 года вышла из Гамбурга в Тихий океан и в октябре прибыла в Нагасаки, где осталась на зимовку. С 1863 по 1867 год совершала плавания между портами Охотского моря и в Гонконг. 5 (17) августа 1867 года села на камни в районе реки Тигиль и позже была полностью разбита волнами, груз и экипаж удалось спасти. 27 января (8 февраля) 1868 года была исключена из списков судов флота. | [ 586 ] [ 551 ] [ 587 ] [ 588 ] [ 589 ] [ 590 ] [ 591 ] [ 389 ]                                                 |
| Алеут        | 4   | 396     | 39,6 x 6,1 | 2,8    | 30      | н/д   | завод Берда                   | 1862 | 1877 | В 1865 году перешла из Балтийского моря в Тихий океан. Во время службы использовалась для выполнения гидрографических работ, борьбы с браконьерством и незаконной добычей полезных ископаемых. 3 (15) ноября 1877 года попала в шторм берегов Японии и погибла. | [ 592 ] [ 593 ] [ 594 ] [ 595 ] [ 596 ] [ 597 ] [ 598 ]                                                         |
| Ермак        | 4   | 706     | 46,6 x 7,9 | 3,3    | 125/360 | 67    | завод Полетики                | 1870 | 1905 | В 1870 году перешла из Кронштадта в Николаевск. Во время несения службы использовалась для выполнения гидрографических работ и борьбы с браконьерством, а также осуществляла пассажирские, почтовые и грузовые перевозки. Принимала участие во «Второй американской экспедиции». 4 (16) декабря 1887 года была сдана к порту, 27 ноября (9 декабря) 1893 года вновь введена в состав флотилии в качестве транспорта, 1 (14) января 1905 года транспорт был затоплен в Порт-Артуре. | [ 576 ] [ 592 ] [ 599 ] [ 600 ] [ 601 ] [ 602 ] [ 603 ]                                                         |
| Тунгус       | 4   | 706—756 | 46,6 x 7,9 | 3,3    | 125/360 | 67    | завод Полетики                | 1870 | 1912 | В 1870—1872 годах перешла из Кронштадта в Николаевск. Во время несения службы использовалась для грузовых перевозок и принимала участие во «Второй американской экспедиции». 4 (16) декабря 1887 года была сдана к порту, 27 ноября (9 декабря) 1893 года вновь введена в состав флотилии в качестве транспорта, 5 (18) февраля 1912 года транспорт был исключён из списков судов флота. | [ 576 ] [ 592 ] [ 599 ] [ 604 ] [ 605 ] [ 567 ] [ 606 ] [ 607 ] [ 608 ] [ 609 ]                                 |
| Алеут        | 2/8 | 842     | 49,4 x 9,4 | 3,5    | 730     | 91    | Nylands Vaerksted             | 1886 | 1917 | Заказана как минный транспорт для Сибирской флотилии. С 1887 по 1892 год использовалась для крейсерских плаваний, несения карантинной службы и борьбы с браконьерами. В 1892 году была переквалифицирована в транспорт. В кампанию 1895 года транспорт нёс сторожевую службу у Владивостока. Во время русско-японской войны входила в отряд судов для охраны вод Уссурийского края и во Владивостокский отряд Действующего флота Тихого океана. В 1908—1909 годах подвергся капитальному ремонту во Владивостоке. С 1912 по 1917 год нёс брандвахтенную службу, а в ноябре 1917 года был подготовлен к продаже в связи с непригодностью к дальнейшей службе. | [ 610 ] [ 611 ] [ 612 ] [ 613 ] [ 614 ]                                                                         |

- А. П. Алексеев, «Паровой транспорт „Манджур“ и шхуна „Алеут“»
- Шхуна «Алеут»
- Шхуна «Восток»
- Шхуна «Сахалин»
- Шхуна «Ермак», пароходо-корвет «Америка» и транспорт «Манджур» в бухте Золотой Рог
- Шхуна «Тунгус»
- Парусно-винтовая шхуна Сибирской флотилии «Алеут», использовавшаяся в качестве минного транспорта

## Прочие шхуны
Помимо приведённых в таблицах флотов и флотилий шхун в IX томе «Общего морского списка» есть упоминания о парусно-винтовой шхуне «Богатырь», совершавшей плавания в Греческом архипелаге в 1867—1868 годах и Чёрном море 1869—1871 годах, а в XV томе «Общего морского списка» есть упоминание о шхуне «Джон Гамильтон Льюис», совершавшей плавания в кампанию 1891 года, однако каких либо других сведений об этих судах, как и данных о включении его в состав российского флота не сохранилось.